# 帕拉尼亚潘·奇丹巴拉姆
帕拉尼亚潘·奇丹巴拉姆（英語：Palaniappan Chidambaram，1945年9月16日—）是印度政治家、律师，曾四次担任印度财政部长。